# Secusio deilemerana
Secusio deilemerana är en fjärilsart som beskrevs av Embrik Strand 1909. Secusio deilemerana ingår i släktet Secusio och familjen björnspinnare. Inga underarter finns listade.